# Bickley-Warren Productions
Bickley-Warren Productions byla produkční společnost založená v roce 1991. Nejprve spoluprodukovala Family Matters a Krok za krokem a byla zaměřená na Lorimar Television, dokud v roce 1993 Warner Bros. Television Distribution Lorimar neodkoupil. Kolem roku 1997 přestala fungovat spolupráce mezi Bickleym a Warrenem, Michael Warren vstoupil do společnosti Miller-Boyett Productions a fúzí vznikla Miller-Boyett-Warren Productions. O dva roky později se však přestaly vysílat Meego a Two of a Kind a Miller-Boyett-Warren Productions ukončila činnost.

## Produkované seriály
- "Hangin' with Mr. Cooper" (série III-V)
- "Krok za krokem" (1991) (série I-VII)
- "Family Matters" (série II-VII)